# Кёрша (Бондарский район)
Кёрша (бывш. Троицкое) — село в Бондарском районе Тамбовской области России.Является административным центром Кёршинского сельсовета.

## История

### XVIII век
До основания села местность в которой оно находилось именовалась Талинской поляной.
Поселение сложилось в первые годы XVIII века, заселено дворцовыми крестьянами и впервые упомянуто в окладной книге духовной епархии. Запись относится к середине первого десятилетия XVIII века. В ней сообщается: «Церковь Троицы в Тамбовском уезде в новоселебном селе Троицком, что на Кёрше… У тое церкви двор попа Леонтия, двор Пономарев… В приходе в том селе восемьдесят дворов крестьянских…».. В Указе императрицы Екатерины Алексеевны от 1 августа 1725 года о пожаловании борону Василию Поспелову земель значится:… «означенные села Спасское Томилинского тоже, Троицкое Кёрша тоже со всем к ним именьем по писцовым 1696 года книгам пожалованы. В документах второй ревизии 1745 года в селе Троицком (Керше тож) числится 544 положенных в подушный оклад мужчин, принадлежавших бывшему барону Василию Петрову. В документах третьей ревизии 1767 года в селе Троицком (Кёрше тож) числится 112 домов дворцовых крестьян с населением 753 человека».

### XIX век
В XIX — начале XX века в селе имелась церковь, церковно-приходская школа, мельница. Во второй половине XIX века были открыты залежи торфа.
В 1862 году село насчитывало 104 двора, 464 м.п., 452 ж.п.; всего 916 жителей.

### XX век
Вот как описывается село в 1911 году:
«Старая церковь деревянная, теплая, построена господином Апушкиным в 1779 г., престол один, Троицкий. В церкви икона с 12 частицами святых мощей.
Дворов 164, душ муж. п. 600, жен. п. 575, великороссы, земледельцы, имеют по 13 саж. на душу в каждом из трех полей.
В приходе — одна деревня Павловка, Гасово тож, дворов 48, душ муж. п. 141, жен. п. 142, в 3 вер. от церкви. Эконом: г. Баггаут в 3 вер. (1000 дес.земли) при дер. Павловке и г. Андреева въ 15/2 вер. (400 дес. земли). Около села протекает река Керша; в конце села частновладельческий лес. Школа церковно-приходская, одноклассная, смешанная. Опись церковнаго имущества имеется, метр, книги с 1801 г.
Штат: священник и псаломщик».
По данным Всесоюзной переписи 1926 года село насчитывало 154 двора с населением 784 человека.
Село Кёрша является центром Кёршинского сельсовета. Кёршинский сельсовет был образован 24 марта 1918 года, входил в составе Казыванской волости Тамбовского уезда Тамбовской губернии как сельский Совет рабочих, крестьянских и красноармейских депутатов.
В советское время действовали МТС, кирпичный завод, хлебопекарня, маслозавод, потребительское общество, имелись отделение связи, средняя школа, волостная библиотека.

## Население
| 2002 | 2010 |
| ---- | ---- |
| 594  | ↘513 |

Историческая численность населения
В 1745 году в селе проживало 544 положенных в подушный оклад мужчин.
В 1767 году в селе проживало 753 жителя.

## Инфраструктура
Личное подсобное хозяйство.

## Транспорт
Просёлочные дороги с выездов на автодорогу 68Н-001 «Тамбов-Пенза»-Бондари-Пичаево-Вернадовка".